# Aérodrome de Saint-Pierre-d'Oléron
L’aérodrome de Saint-Pierre-d’Oléron (code OACI : LFDP) est un aérodrome ouvert à la circulation aérienne publique (CAP), situé à 1,5 km au nord-nord-ouest de Saint-Pierre-d'Oléron, en Charente-Maritime (région Nouvelle-Aquitaine, France).
Initialement utilisé pour du rapatriement sanitaire, il sert désormais pour la pratique d’activités de loisirs et de tourisme (aviation légère, ULM et aéromodélisme).
La piste est également praticable pour les entrainements des aéronefs civils et militaires, du transport public ou privé ou des évacuations médicales (principalement via l'un des deux hélicoptères de la Sécurité Civile ou de la Marine Nationale basés sur l'aéroport de La Rochelle.
Néanmoins, situé sur un sol argileux, les pistes en herbe de l'aérodrome ne permettent pas l’accueil des aéronefs à voilure fixe tout au long de l'année (fermeture fréquente à partir de l'automne jusqu'au printemps cause inondation). 

## Histoire
La décision de créer un aérodrome a été prise en 1935. Le but était de permettre l'évacuation d'urgence des malades vers l'hôpital de Rochefort. On choisit donc comme emplacement une zone très peu propice à l'agriculture, de 18 ha, à côté du hameau de Bois-Fleury et proche de Saint-Pierre. Le premier avion utilisé fut un Farman 403, piloté par le capitaine Goegel de l'Aéro-club de Charente.
En 1996, La Communauté de communes délègue la gestion du site à l'association Les Ailes Oléronaises. Depuis 2022, La gestion courante est assurée au travers d’un groupement interclubs.

## Installations
L’aérodrome dispose de deux pistes en herbe orientées est-ouest (10/28) :
- une piste longue de 1 011 m et large de 50 m.
- une piste longue de 520 m et large de 20 m, accolée à la première et réservée aux ULM basés.
- une piste de 110 m de longueur est également dédiée pour le modélisme.

L’aérodrome n’est pas contrôlé. Les communications s’effectuent en auto-information sur la fréquence de 120,205 MHz.
L’avitaillement en carburant 100LL (via automate TOTAL) ou SP98 y est possible.
Afin de suivre les conditions de la plateforme, une station météo et une webcam sont accessibles à l’adresse : http://www.st-pierre-oleron.meteoamikuze.com/

## Activités
Plusieurs disciplines telles que le modélisme, l'ULM, l'aviation de loisirs, l'hélicoptère, ou la voltige aérienne sont pratiquées sur l'aérodrome.
Le brevet d'initiation aéronautique y est dispensé pour les jeunes oléronais, scolarisés dans la région. Ce diplome de l'éducation nationale est préparé conjointement entre l’aéroclub avion Les Ailes Oléronaises et le Club ULM Oléronais.

Plusieurs associations sont présentes sur le site:
Les Ailes Oléronaises (Aéro-club FFA)
- Tel: 05 46 47 02 31 ou 07 84 454244
- Site-web: https://www.ailesoleronaises.com
- Facebook: https://www.facebook.com/aeroclub.oleron/
- Instagram: @avionoleron

Club ULM Oléronais (FFPLUM)
- Tel: 06 28 30 63 18
- Site-web: https://club-ulm-oleronais.fr

Air Modèle Club Oléronais (AMCO 17 Modélisme)
- Tel: 05 46 36 51 18
- Site-web: https://www.saintpierreoleron.com/associations/air-modele/

Association Les Ailes de Bois Fleury
- Tel: 06 70 23 32 32